# ГЕС Ліюань
ГЕС Ліюань (梨园水电站) — гідроелектростанція у центральній частині Китаю в провінції Юньнань. Знаходячись перед ГЕС Ахай, становить верхній ступінь каскаду на одній з найбільших річок світу Янцзи (розташовується на ділянці її верхньої течії, котра носить назву Цзиньша). 
В межах проекту річку перекрили кам’яно-накидною греблею із бетонним облицюванням висотою 155 метрів, довжиною 525 метрів та шириною по гребеню 12 метрів. Вона утримує водосховище із площею поверхні 14,7 км2, об’ємом 727 млн м3 (корисний об’єм 554 млн м3) та припустимим коливанням рівня у операційному режимі між позначками 1605 та 1618 метрів НРМ (під час повені рівень може зростати до 1623,2 метра НРМ, а об’єм – до 805 млн м3). 
Пригреблевий машинний зал обладнали чотирма турбінами типу Френсіс потужністю по 600 МВт, які використовують напір від 94 до 118 метрів (номінальний напір 106 метрів) та забезпечують виробництво 9474 млн кВт-год електроенергії.